# Вифинский полуостров
Коджаэли́ (тур. Kocaeli) или Вифинский полуостров — полуостров в Турции, в северо-западной части полуострова Малая Азия. На полуострове расположена азиатская часть Стамбула, в том числе Ускюдар и город Измит.
Омывается Чёрным морем на севере, проливом Босфор на западе и Измитским заливом Мраморного моря на юге. Босфор и Измитский залив являются тектоническими разломами земной коры, поэтому полуостров крайне сейсмоопасен.
Длина полуострова достигает 75 км, ширина до 50 км. Недалеко от южного берега расположен архипелаг Принцевы острова. Рельеф составляют плато и невысокие горные холмы, которые являются северо-западной оконечностью системы Понтийских гор. Максимальная высота над уровнем моря — 537 м. Вифинский полуостров сложен сложенные кварцитами, известняками, песчаниками. Основные реки: Рива (Чайагзы), Агва и Джанак впадают в Чёрное море; Курбагалидере — в Мраморное море; Гёксу и Кючюксу — в Босфор. В центре — водохранилище Омерли на реке Рива.
Господствует типично средиземноморский климат, хотя зимой часты холодные северные ветра с Чёрного моря. Флору северной причерноморской части составляют лиственные леса, маквис, у более тёплого южного берега, сильно изменённого под воздействием человека, господствуют различного рода сельхоз ландшафты виноградники, плантации тутовых деревьев.
Юг и юго-восток полуострова очень плотно заселены и их население продолжает расти. Основные города — крупные промышленные центры Стамбул, Измит, Гебзе, Кёрфез, Дарыджа.
Экология полуострова постоянно ухудшается. Тем не менее, на южном побережье Коджаэли многочисленные курорты и исторические загородние резиденции — ялы (так называемая «Анатолийская Ривьера»).
Название полуострова происходит от существовашего здесь в древности государства Вифиния.

## История
Вифинский полуостров получил важное стратегическое значение в IV веке, после переноса столицы Римской империи в город Константинополь, так как располагался непосредственно к востоку от города. В средние века для защиты своей столицы византийцы возвели большое количество крепостей, главной из которых была Никомедия, расположенная у основания полуострова. В 1204—1240 гг. полуостров контролировали крестоносцы (Латинская империя). В 1240—1337 гг. — греко-византийские государства. В 1337—1338 г. захвачен и заселён турками-османами, которые дали ему турецкое название Коджаэли. В XIX веке стал местом строительства султанских дач.